# Karl Leiter
Karl Hans Leiter (* 9. Februar 1890 in Wien; † 23. August 1957 ebenda) war ein österreichischer Filmregisseur, Drehbuchautor, Filmdramaturg und Schauspieler.

## Leben und Wirken
Karl Leiter war Sohn eines Zahnarztes. Er hatte nach dem Besuch eines Gymnasiums eine Schauspielschule besucht und von 1909 bis 1922 an Bühnen seiner Heimatstadt Wien (u. a. das Theater in der Josefstadt) gewirkt. Bereits 1913 stieß Leiter zum Stummfilm und war die gesamten 1920er Jahre ohne größere Resonanz beim österreichischen Stummfilm als Regisseur aktiv.
1935 holte ihn die deutsche UFA als Dramaturg nach Berlin und ließ ihn auch kurze Filme inszenieren. Der Ausbruch des Zweiten Weltkriegs beendete vorübergehend Leiters Karriere als Spielfilmregisseur. Wieder zurück im heimatlichen Wien konnte Karl Leiter, der sich nunmehr mit seinem vollen Namen Karl Hans Leiter nannte, ab Herbst 1942, beginnend mit der sentimentalen Hans-Moser-Geschichte Das Ferienkind, regelmäßig Regie führen. Zeitgleich blieb Leiter bis 1945 für die Wien-Film und die Bavaria auch als Dramaturg tätig und war überdies 1943/44 Leiter der Kulturabteilung der Wien-Film.
Nach dem Kriegsende musste sich Leiter überwiegend mit der Erstellung von Drehbüchern begnügen, erst unmittelbar vor seinem Tod im Sommer 1957 wurde er nach langjähriger Abstinenz für die Regie einer Episode des Films Auch Männer sind keine Engel hinter die Kamera zurückgeholt. Die Aufführung dieses Streifens erlebte Karl Hans Leiter nicht mehr, der in Deutschland als Auch Männer sind keine Engel vertriebene Film kam erst zehn Monate nach Leiters Ableben in die österreichischen Kinos.

## Filmografie
- 1920: Königin Draga (Schauspieler)
- 1920: Das zerbrochene Herz (Regie, Drehbuch)
- 1921: Die Expreßheirat (Schauspieler)
- 1922: Die drei Zigarren (Regie)
- 1922: Länglichs Himmelfahrt (Regie, Drehbuch, Schauspieler)
- 1922: Weltuntergang (Regie)
- 1923: Charlie, das Universalgenie (Schauspieler)
- 1923: Tutankhamen (Schauspieler)
- 1923: Der Höllenhund (Regie)
- 1926: Die Pratermizzi (Co-Regie)
- 1927: Hotel Erzherzogin Viktoria (Seine Hoheit, der Eintänzer, Regie)
- 1928: Die Lamplgasse (Schauspieler)
- 1928: Kaiserjäger (Schauspieler)
- 1929: Die Dame auf der Banknote (Regie)
- 1929: Die verschwundene Frau (Regie)
- 1929: Vater Radetzky (Regie)
- 1935: Der rote Faden (Kurzfilm, Regie)
- 1936: Achtung, Kurve! (Kurzfilm, Regie, Drehbuch)
- 1937: Wilddiebe (Kurzfilm, Regie)
- 1937: Das Bummelgenie (Kurzfilm, Regie)
- 1938: Susi und der schwarze Mann (Kurzfilm, Regie)
- 1938: Halt … meine Uhr! (Kurzfilm, Regie, Drehbuch)
- 1939: Fristlos entlassen (Kurzfilm, Regie, Produktion)
- 1939: Hilfe! Erpresser! (Kurzfilm, Regie, Drehbuch, Produktionsleitung)
- 1939: Ein Bombengeschäft (Kurzfilm, Regie, Drehbuch, Produktionsleitung)
- 1940: Ein Tag in Schönbrunn (Kurzdokumentarfilm, Regie)
- 1941: Rund um Wien (Kurzdokumentarfilm, Regie, Drehbuch, Produktionsleitung)
- 1942: Das Ferienkind (Regie, Co-Drehbuch)
- 1944: Ich bitte um Vollmacht (Regie)
- 1949: Wilderernacht (Liebesprobe, Regie)
- 1952: Fräulein Casanova (Drehbuch)
- 1954: Kaisermanöver (Co-Drehbuch)
- 1954: Maxie (Co-Drehbuch)
- 1955: Heimatland (Schauspieler)
- 1956: Rosemarie kommt aus Wildwest (Co-Drehbuch)
- 1956: Kaiserball (Co-Drehbuch)
- 1957: Der schönste Tag meines Lebens (Co-Drehbuch)
- 1958: Auch Männer sind keine Engel (Wiener Luft, Regie und Drehbuch bei der Episode Oh – ein Ozelot!)